# قزاق‌بره‌سی
قزاق‌بره‌سی (به لاتین: Qazaxbərəsi، پیش‌تر نووایا ایوانوفکا Новая Ивановка) یک منطقه مسکونی در جمهوری آذربایجان است که در شهرستان نفت‌چاله واقع شده‌است.